# Conquistador (band)
Conquistador was een Nederlandse instrumentale gelegenheidsformatie van studiomuzikant Piet Souer.
Directe aanleiding voor het oprichten van de groep was de behoefte aan een tune voor de radio-uitzendingen van het wereldkampioenschap voetbal in Argentinië in 1978. Men wilde een Indiaans klinkend nummer dat herinneringen op zou roepen aan El cóndor pasa van Los Incas dan wel Simon & Garfunkel, een hit uit 1970. De hit Argentina - het werd een nummer 2-hit - was al spoedig een feit. Daarop werd een heel gelijknamig album uitgebracht dat eveneens goed verkocht. Desalniettemin was de deelname van Nederland aan de wedstrijden in het dictatoriale land omstreden.
Een jaar later probeerde men het opnieuw met de single Agua en in 1980 met de LP Latin magic, beiden met aanzienlijk minder succes. In 1980 werd ook onder de naam Acapulco opnieuw materiaal uitgebracht.

## Discografie

### Albums
| Album met eventuele hitnotering(en) in de Nederlandse Album Top 100 | Datum van verschijnen | Datum van binnenkomst | Hoogste positie | Aantal weken | Opmerkingen |
| ------------------------------------------------------------------- | --------------------- | --------------------- | --------------- | ------------ | ----------- |
| Argentina                                                           |                       | 29-4-1978             | 5               | 18           |             |
| Latin magic                                                         |                       | 24-5-1980             | 21              | 9            |             |
| Acapulco                                                            |                       | 26-7-1980             | 33              | 7            | Acapulco    |

### Singles
| Single met eventuele hitnotering(en) in de Nederlandse Top 40 | Datum van verschijnen | Datum van binnenkomst | Hoogste positie | Aantal weken | Opmerkingen                         |
| ------------------------------------------------------------- | --------------------- | --------------------- | --------------- | ------------ | ----------------------------------- |
| Argentina                                                     |                       | 18-3-1978             | 3               | 13           | #2 in de Single Top 100             |
| Agua                                                          |                       | 4-8-1979              | 34              | 3            | #33 in de Single Top 100            |
| Bebida magica                                                 |                       | 12-7-1980             | tip             |              | (Acapulco) #34 in de Single Top 100 |